# Melinda Ripley
Melinda Ripley – amerykańska zapaśniczka. Brązowy medal na mistrzostwach panamerykańskich w 2006 roku. Zawodniczka Deer Valley High School.